# 鏑木清方
鏑木清方（1878年8月31日—1972年3月2日）是日本畫家。生於東京。日本藝術院會員。主要绘画作品『樋口一葉の墓』『ためさるる日』『築地明石町』『三遊亭円朝像』『にごりえ』『一葉』等。主要随笔作品『築地川』『芦の葉』『こしかたの記』等。文化勳章獲得者。

## 外部連結
- 维基共享资源上的相關多媒體資源：鏑木清方